# Chiesa di San Michele Arcangelo (Castiglione Chiavarese)
La chiesa di San Michele Arcangelo è un luogo di culto cattolico situato nella frazione di Masso, in via Loreto, nel comune di Castiglione Chiavarese nella città metropolitana di Genova. La chiesa è sede della parrocchia omonima del vicariato di Sestri Levante della diocesi di Chiavari.

## Storia e descrizione

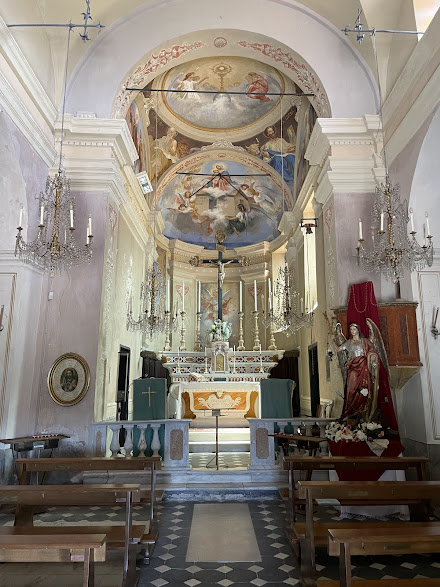
La navata interna. Sopra l'altare, affresco dei quattro evangelisti e, sul catino absidale, la Madonna di Loreto.

La sua parrocchia, citata per la prima volta nel diploma di Carlo Magno del 5 giugno 774, fu sottoposta nei secoli passati alla pieve di Santa Croce di Moneglia dei monaci dell'abbazia di San Colombano di Bobbio, con l'annessione alla rettoria di San Saturnino nel 1471.
L'archivio parrocchiale, con atti e documenti, è risalente al 1592, anno in cui la rettoria di Masso riacquistò autonomia; la sua elezione a Prevostura avvenne il 19 marzo del 1922.
Sulla torre, è ospitato un concerto di quattro campane, intonato sulle prime quattro note della scala musicale di MI maggiore 3, realizzato dalla fonderia Francesco Picasso di Recco nel 1898.
In chiesa, è custodito un organo a canne meccanico di buona fattura, costruito nel 1892 dalla ditta Mascioni di Cuvio (VA).
Nel 2004 è stato inaugurato il nuovo sagrato antistante la chiesa, realizzato con ciottoli di mare secondo lo stile ligure.
L'attiguo oratorio, dedicato a Ignazio di Loyola, fu utilizzato dalla Confraternita locale e divenne ricovero per gli sfollati durante la seconda guerra mondiale. Dopo anni di abbandono è stato recuperato come spazio di culto e per attività culturali.